# Felix y el mundo al revés
Felix y el mundo al revés (The Divide) es un libro de la autora inglesa Elizabeth Kay, quien ha escrito varias novelas y cuentos infantiles. Su primera novela fue Felix y el mundo al revés, siguiendo con sus otras obras Felix y el regreso al mundo al revés (Back to the Divide) y Felix en el mundo al revés (Jinx in the Divide). Otras de sus publicaciones son Ice Feathers, The tree devil, Lost in the desert y Fury, estas últimas obras están dirigidas a un público juvenil y adulto. Felix y el mundo al revés pertenece a una trilogía de fantasía infantil conocida como The Divide Trilogy, publicada en el 2003 en su versión inglesa por la editorial Chicken House y la versión en español se edita en el 2007 por RocaEditorial.

## Argumento
Felix Sanders es un joven británico de trece años que logra convencer a sus padres a llevarlo a Costa Rica en un punto conocido como la Divisora Continental, donde el agua fluye entre una línea imaginaria que las divide hacia el Atlántico y otra hacia el Pacífico. Al llegar allí, Felix tiene un ataque de su enfermedad y acaba despertando en un mundo fantástico donde las criaturas míticas existen y se practica la magia, pero él mismo, su especie humana, es un ser mítico. 
En un principio, Felix creía que todo se trataba de un sueño y conoce a Pezuña de Hierro, quien también cree soñar. Luego de una leve discusión, Felix continúa su camino hasta que en un momento que casi muere, descubre que no está soñando. Entre tanto, Betony una niña-enredo, busca una manada de cuernos frágiles, unicornios, para entregar el último mensaje de Flanco Plateado, encontrándose en su camino a Felix. Ambos niños deciden ir con los cuernos frágiles y poder obtener algunas respuestas, para al final dirigirse hacia Tiratattle en busca de alguna cura para la enfermedad de Felix.
Mientras tanto en Tiratatlte, los hermanos de Betony consultan a una mugrosa o sea un tipo de duende que predice para saber cómo se encuentra la niña-enredo. Tras descubrir la aventura de su hermana, Tansy decide volver a Gardon a verificar si es real; mientras que Ramson (quien no cree en las mugrosas) se queda en Tiratattle, lo que ocasiona que sea acusado del homicidio de las mugrosas, crimen que no cometió. A la vez que Hierba de Reptil se entera de la existencia de Felix y manda a sus sinistromos (yena del diablo) por el niño. En el mundo humano, Recoroso un sinistromo que había sido invocado por accidente por Pezuña de Hierro, llega a la Divisora, empezando a dudar que hacer en ese lugar sin ningún dueño quien le ordene. Mientras que Pezuña de Hierro trata de perfeccionar un nuevo hechizo para cruzar las dimensiones
Entre tanto, Felix y los demás siguen su viaje conociendo una ave flamígera o sea un fénix, quien les da unos mensajes importantes, pero Architrex y Vomidor los persiguen de cerca (sirvientes de Hierba de Reptil). Siendo los cuernos frágiles asesinados y Felix llevado hacia Tiratattle, donde Hierba de Reptil lo espera. Betony, quien logra escapar se dirige a Tiratattle para rescatar a su amigo, descubriendo lo que le ha sucedido a su hermano, entregándole un libro de Felix. Entre tanto, tras una leve discusión, Hierba de Reptil manda al calabozo al niño al no poder demostrar su ciencia, conociendo a Ramson y Progg. Los tres logran huir de la cárcel, pero Progg muere en la fuga. Después de ello, Betony y Felix se dirigen a Andria con la ayuda de Pezuña de Hierro, quien iba a la ciudad en busca de un medicamento para su pico roto mientras Ramson idea algún plan para exponer a Hierba de Reptil. Después que Tansy regresa a Tiratattle con Angromy, decide ayudar a su hermano con su invención de la imprenta junto a Dipper.
En Andría, Felix y los demás llegan a la ciudad y se dirigen a la biblioteca en a busca de alguna cura para su enfermedad. Allí conocen a Pico Espinoso, quien les ayuda a buscar una cura. Tras una búsqueda entre los libros de historia, Betony encuentra una pista importante sobre un libro llamado: La fuerza reside en las plumas, escrito por un monstruo relampagueaste. Ante este indicio se disponen a buscar el libro, el cual se halla en el palacio real. Gracias a la ayuda de Angrimory, Betony obtiene el libro, solo para llegar a tiempo antes que Felix muera. Tras recitar el hechizo con su único ingrediente una pluma de un grifo, logran salvar al joven, decidiendo volver Colina Rocosa y devolver a Felix a su mundo.
Entre tanto, Angromy regresa a Tiratattle para descubrir que la ciudad está en caos ante el descubrimiento de las pócimas de Hierba de Reptil y Ramson y los demás están escondidos. Tomando el exhalafuego o sea el dragón de Angromy, el grupo escapa a Gardon. Mientras que Hierba de Reptil tras su fracaso en comerciar sus pócimas y el descubrimiento de sus mentiras, decide buscar a Felix y sus amigos para obligarlos a llevarlo al mundo humano. En Colina Rocosa, Félix se despide de sus amigos y se prepara a partir; pero Hierba de Reptil aparece junto a su sinistromo. Tras una leve lucha, Felix es devuelto a su mundo, pero con la compañía de Hierba de Reptil.
Ante su llegada, Hierba de Reptil se aleja del niño inconsciente, investigando el nuevo mundo; mientras que Architrex muere a causa de una bala. Por lo que Recoroso acaba tomando su lugar y “obedeciendo” a Hierba de Reptil. Entre tanto, Felix despierta y deduce que la magia en su mundo no funciona, terminando desanimado. Al regresar a su país natal, Felix recibe la noticia de su doctor que está curado. Alegre que vivirá, recuerda a Hierba de Reptil y decide que deberá detenerlo.

## Personajes
- Felix Sanders: Es el protagonista de la historia y mejor amigo de Betoby; un niño de nacionalidad británica de 13 años, quien padece una enfermedad del corazón, por lo que tiene una esperanza de vida corta. Tiene los ojos azules y el cabello castaño, pero a través de la historia se tiñe el cabello a rubio para pasar inadvertido. Es un joven inteligente e ingenioso que utiliza todo su conocimiento que tiene para poder librarse de los problemas; en el Mundo al Revés la ciencia es una la habilidad única de los humanos. Hierba de Reptil va tras él para poder descubrir cómo llegar a su mundo. Gracias a la ayuda de sus amigos logra curarse de su enfermedad, y decide que cuando crezca será un científico.  En toda la historia se mencionan o dan algunas pistas a Felix sobre las plumas de los monstruos relampagueantes, la cura que busca. Aprende un hechizo para encender una vela y crea una lista de las criaturas del mundo al revés con sus semejantes de su mundo. Pico Espinoso le regala una pluma de recuerdo y mantiene en su libreta el hechizo de dimensiones de Pezuña de Hierro. Se compromete en detener a Hierba de Reptil y evitar que este haga de las suyas en su mundo.

- Betony: Es la protagonista femenina de la historia y amiga de Felix. Es una niña-enredo o sea una elfo, que vive con sus hermanos mayores Tansy y Ramson en Gardon. Tiene el cabello rubio casi blanco, ojos verdes y piel morena, viste de verde como todas las personas-enredos; en ocasiones peina su cabello por lo que Tansy la regaña porque las personas-enredo tienen el pelo enredado. Tras un encuentro con un cuerno frágil llamado Flanco Plateado, inicia un viaje para trasmitir el último mensaje que deja el cuerno frágil a su manada. En el viaje conoce a Felix e inician una amistad, por lo que después ayuda su nuevo amigo a encontrar una cura contra su enfermedad y una forma para regresar a su hogar. En un principio, Betony era aprendiz de herboleria (algo que le disgustaba) por ser la vocación de su especie, pero gracias a la motivación de Pico Espinoso se convierte en una aprendiz de historiadora. Agrimony y ella no se llevaban muy bien al principio, pero en el final ambas logran superar algunas diferencias.

- Pezuña de Hierro: Es la primera criatura que Felix conoce, además de ser un monstruo relampagueante o sea un grifo. Como su especie, se dedica a las matemáticas y custodiar su oro, y vive en la Colina Rocosa. Tras la primera conversación con Felix, Pezuña de Hierro empieza a crear un hechizo para poder regresar a Felix a su mundo. Es expareja de Pico Espinoso, con quien tuvo un hijo llamado Garra de Piedra. Se hace amigo de Felix y Betony, ayudándoles en su viaje a Andria. Envía por accidente a Recoroso, un siniestromo, al mundo humano cuando realizaba una prueba con el hechizo dimensional.

- Pico Espinoso: Es un monstruo relampagueante hembra que es una historiadora y vive en Andría. Es expareja de Pezuña de Hierro, y madre de Garra de Piedra. Descubre a Felix en la biblioteca y decide ayudarlo en busca de una cura, es quien sugiere que busquen en la sección de historia donde hallan una pista. Es quien nota la habilidad de Betony en historiadora y la convierte en su aprendiz.

- Tansy: Es la hermana mayor de Betony y hermana gemela de Ramson. Es quien manda a Betony a la casa de la madre de Agrimony, mientras ella y su hermano van a Tiratattle a un congreso. Es quien insiste en consultar con una mugrosa sobre la situación de Betony, y regresa a casa para verificar la seguridad de su hermana. Regresa Tiratattle con Agrimony en exhalafuego o sea en dragón y ayuda a su hermano con el periódico, convirtiéndose en su reportera. Se hace amiga de unas bocas trituradoras, quienes les ayudan a buscar refugio.

- Ramson: Es el hermano mayor de Betony y gemelo de Tansy. No cree en lo que expresa la mugrosa a la que consultan y se queda en Tiratattle. Es acusado de asesinar a las dos mugrosas que había consultado el homicidio cometido por Architrex y acaba en la cárcel. Descubre la verdad de Hierba de Reptil, junto a Felix y Progg. A pesar de su personalidad terca y un tanto descuidada es un joven-enredo inteligente al comprender un libro humano sobre los inicios de la imprenta, gracias a esto logra montar un periódico junto a Dibber, viejo amigo de Progg y crear una campaña contra los medicamentos de Hierba de Reptil.

- Hierba de Reptil: Es un Trasgo Guasón o sea un duende y antagonista principal de la historia. Al enterarse gracias a una mugrosa sobre la existencia de Felix, manda a sus sinistromos por él y Betony. Posee una cadena de pócimas medicinales que tienen efectos secundarios potencialmente tóxicos y engaña a las personas con ellas. Quiere que Felix lo lleve a su mundo y así poder vender sus pócimas allí, también le interesa conocer lo que llaman “ciencia”. Manda a matar a los hermanos de Betony, ya que ambos conocían la existencia de Felix por ser quienes consultan a las mugrosas en primer lugar. Logra llegar al mundo de Felix, y engaña a varios humanos fingiendo ser un niño. Confunde a Rencoroso como Architrex y le da órdenes.

- Agrimony: Es una niña enredo compañera de Betony, es muy mimada y quejumbrosa, no se lleva bien con Betony. Acompaña a Tansy a buscar a su hermana, pero un trasgo guasón llamado Ecilia le ofrece un trabajo de modelo para anunciar las pócimas de Hierba de Reptil. Tras unos acontecimientos en el que toma accidentalmente una pócima médica que anunciaba, descubre la verdad tomando un nuevo cambio. Ayuda a repartir los periódicos y anunciar la verdad sobre las pócimas.

- Architrex: Es un sinistromo como una yena del diablo a servicio de Hierba de Reptil, a quien le da la tarea de asesinar a los hermanos de Betony junto a las mugrosas. Muere tras pasar al mundo humano cuando recibe un balazo. Es uno de sinistromos más viejos de Hierba de Reptil y es muy inteligente. Su antiguo compañero era Vomitor.

- Rencoroso: Es un sinistromos que acaba viajando al mundo humano por accidente cuando Pezuña de Hierro lo utiliza como sujeto de prueba. En toda la historia se da su dilema de tomar decisiones algo que su especie no sabe hacer, solo pueden recibir órdenes. Al final toma la iniciativa de cazar animales y anotar sus descubrimientos. Acaba obedeciendo a Hierba de Reptil, cuando este lo confunde con Architrex.

## Referencia Bibliográfica
- Kay, Elizabeth. (2007). Felix y el mundo al revés. (Camila Batles, tr.). Madrid: RocaEditotial